# Kultura Vatya
Kultura Vatya – kultura archeologiczna wczesnej epoki brązu.

## Geneza
Kultura Vatya ukształtowała się na bazie struktur osadniczych kultury Kisapostag i kultury Nagyrév. Według powszechnej teorii zajmująca się głównie hodowlą ludność kultury Kisapostag miała podporządkować sobie zajmującą się rolnictwem ludność kultury Nagyrév.

## Chronologia i obszar występowania
Kultura Vatya istniała w okresie A2 i na początku okresu B1 epoki brązu według podziału chronologicznego dokonanego przez Paula Reineckego. Tak więc okres jej funkcjonowania to lata około 1900–1600 p.n.e. W jej rozwoju wyróżnia się trzy fazy. Swoim zasięgiem obejmowała ona tereny leżące nad środkowym Dunajem, od kolana Dunaju na północy po okolice Mohacza na południu. Ku wschodowi sięgała aż do Cisy.

## Gospodarka
W gospodarce kultury Vatya widoczne są zarówno tradycje kultury Kisapostag, jak i kultury Nagyrév. Jest więc ona reprezentowana zarówno przez uprawę ziemi, jak i hodowlę. Ludność kultury Vatya importowała surowiec potrzebny do produkcji brązu.

## Osadnictwo i budownictwo
Osiedla zakładano na wzniesieniach w pobliżu wód. W ciągu II fazy pojawiają się osady o charakterze obronnym, które rozpowszechniły się zwłaszcza w fazie III. W Panonii, w zachodniej części obszarów zajętych przez kulturę Vatya, osady obronne tworzyły całe łańcuchy, w których poszczególne grody były oddalone od siebie o 5-15 kilometrów. Fortyfikowano je palisadą lub wałem ziemnym. Domy były budowane na planie czworoboku, ich podłogi wylepiano z gliny, a ściany wznoszono z belek drewnianych. Oprócz domów w osadach występują jamy zasobowe i piece ziemne.

## Obrządek pogrzebowy
W kulturze Vatya panował ciałopalny obrządek pogrzebowy. Zmarłych składano przeważnie w grobach popielnicowych, w małych jamach. Popielnice były przykrywane odwróconymi misami, a obok nich kładziono inne naczynia, służące jako przystawki oraz składano wyroby metalowe. Zdarza się, że w popielnicy spotyka się anatomiczny układ kości. Dość często w grobach występują czaszki cieląt i kości zwierzęce. W okresie brązu B1 w omawianej kulturze pod wpływem kultur mogiłowych pojawiły się także pochówki szkieletowe.

## Inwentarz
Ceramika kultury Vatya była dobrze wykonana pod względem technicznym i bardzo bogato zdobiona. Rozwinięta była także produkcja metalurgiczna. Typowe są takie artefakty jak: wisiorki, paciorki rurkowate, tutulusy, blaszki ozdobne, zrobione z drutu wisiorki binaklowate z tarczkami spiralnymi, wyroby z blachy brązowej oraz różne typy szpil.

## Zanik i wpływ na powstanie innych kultur
Rozwój kultury Vatya nie został nagle przerwany przez napływ ludności kultur mogiłowych, tak jak to było w przypadku wielu innych kultur tego regionu. Istnieje teoria, według której kultura Vatya przetrwała dzięki funkcjonowaniu grodów obronnych. Niemniej jednak i tak uległa ona wpływom kultury mogiłowej i na bazie tych dwóch jednostek taksonomicznych wytworzyła się kultura Kosider.